# 埃克斯穆爾

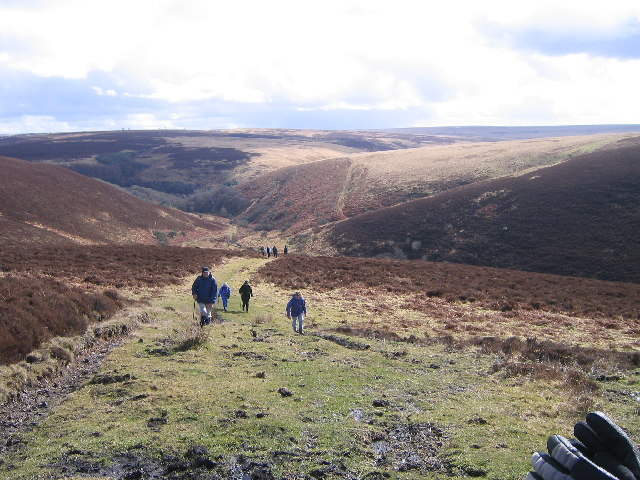
埃克斯摩爾的典型地形

埃克斯穆爾（Exmoor），也叫埃克斯穆爾高地，是指英國英格蘭西南部薩默塞特郡及德文郡北部的丘陵地帶。官方正式定義的埃克斯摩爾地區面積有18,810英畝（7,610公頃）。這一地區現在被劃為國家公園，即埃克斯穆尔国家公园，面積692.8 km2（267.5 sq mi），其中71%屬於薩默塞特郡，29%屬於德文郡。

## 外部連結
- Exmoor National Park Authority
- The Exmoor Society – a charity to protect and enhance the landscapes of Exmoor
- 中的“Exmoor”

51°06′N 3°36′W / 51.100°N 3.600°W